# Quiromancia

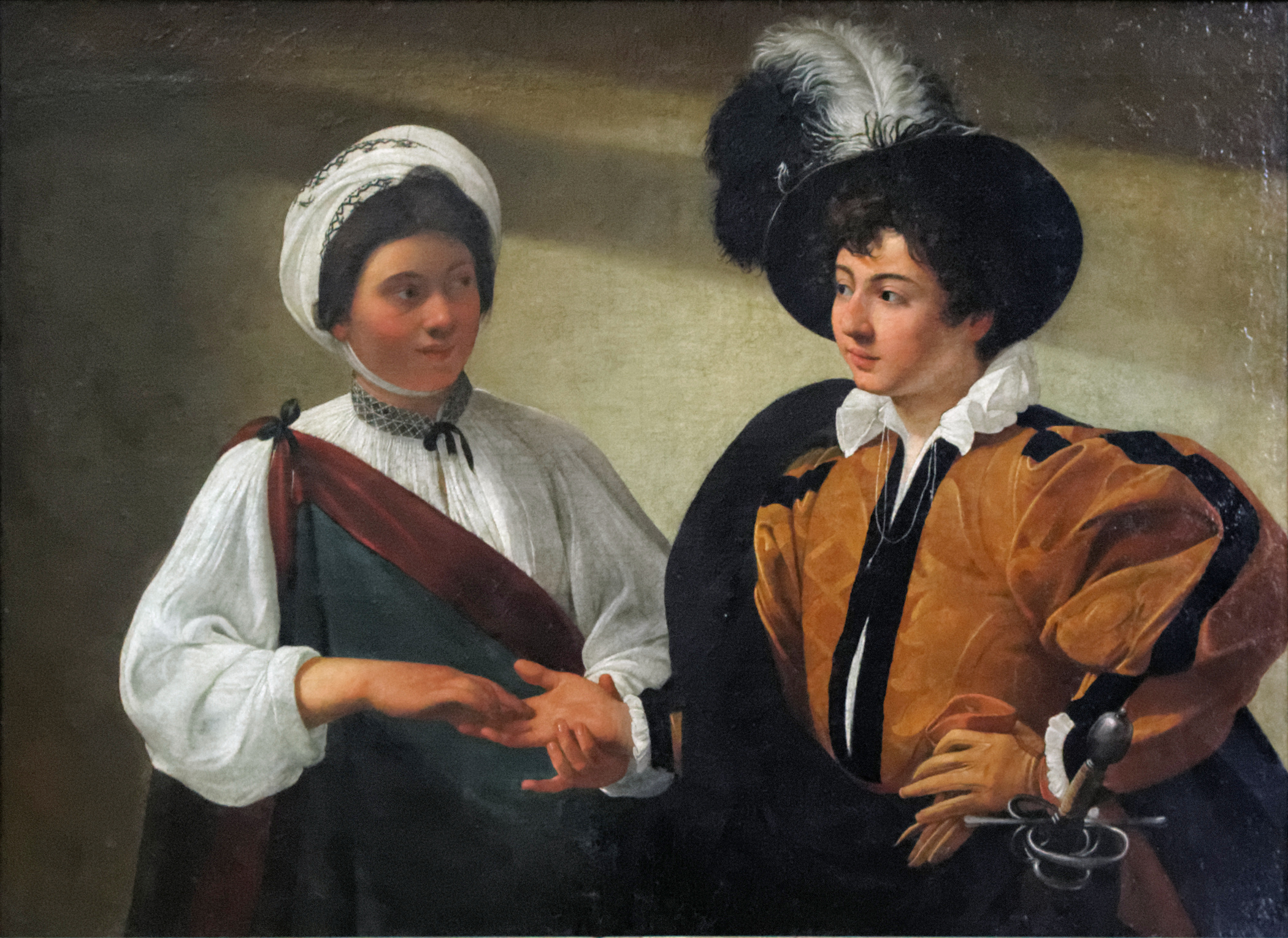
La buenaventura, de Caravaggio (1594-1495; Canvas; Louvre), ilustra una lectura de manos.

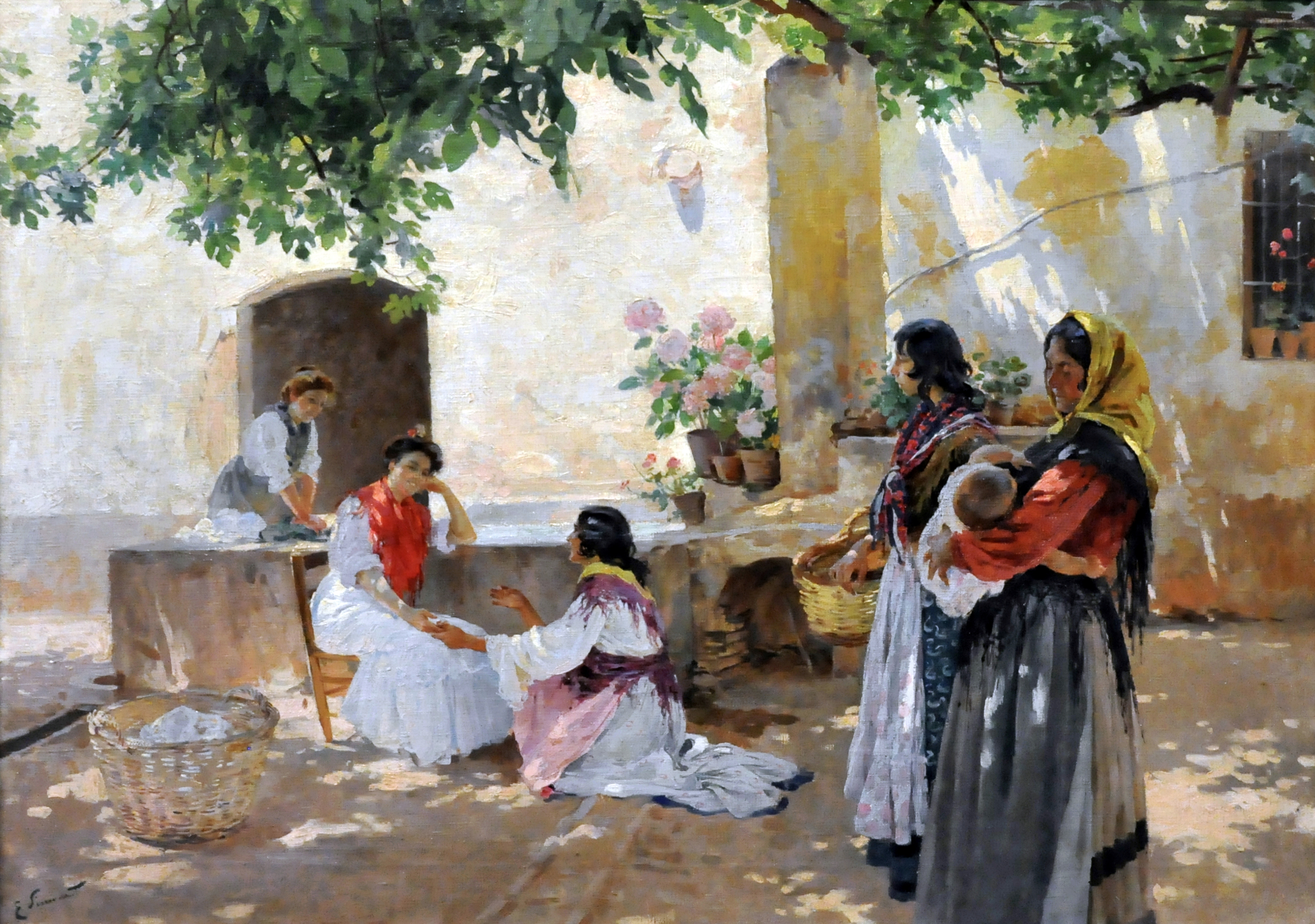
La buenaventura de Enrique Simonet (1899; canvas; Museo de Málaga), ilustra una lectura de manos.

La quiromancia, quiromancía, quirología o, en la cultura popular, lectura de la palma, es el intento de adivinación a través de la lectura de las líneas de la mano. El término deriva del griego χείρ o χειρός (kheír o kheirós), ‘mano’, y μαντεία (manteía), ‘adivinación’. Se centra en el estudio de las líneas y montes que se hallan en las palmas de las manos que, por medio de la observación, revelan supuestamente el perfil psicológico y fisiológico de una persona. Aunque suele ir íntimamente ligada a la adivinación y a las ciencias ocultas, siempre ha existido una cierta aceptación popular. La práctica se encuentra en todo el mundo, con numerosas variaciones culturales. Comúnmente, es denominada como leer la mano o leer las manos, aunque también se le conoce como echar, leer o decir la buenaventura. Aquellos que la practican se denominan generalmente palmistas, lectores de palmas, analistas de la mano o quirologistas.
Hay varias —a menudo en conflicto— interpretaciones de líneas y características a través de las distintas escuelas de palmistas. Estas contradicciones entre interpretaciones diferentes, así como la carencia de soporte empírico para las predicciones, contribuye a que científicamente se le considere una pseudociencia donde históricamente se han utilizado técnicas de lectura en frío.

## Hipótesis científica
Desde hace algunas décadas, la comunidad científica ha corroborado la existencia de diversas relaciones químicas entre genes inconexos, vinculando así caracteres fenotípicos diferentes. Los quiromantes defienden de este modo la relación que pudiera existir entre los surcos y pliegues de las palmas de las manos con numerosos rasgos físicos y psíquicos, pudiendo así estudiar el perfil psicológico de una persona a través de su lectura palmar. Sin embargo, los defensores de esta hipótesis no presentan ningún estudio de relación entre los genes que determinan las líneas de la mano, actualmente desconocidos y los que determinan otros rasgos.

## Historia

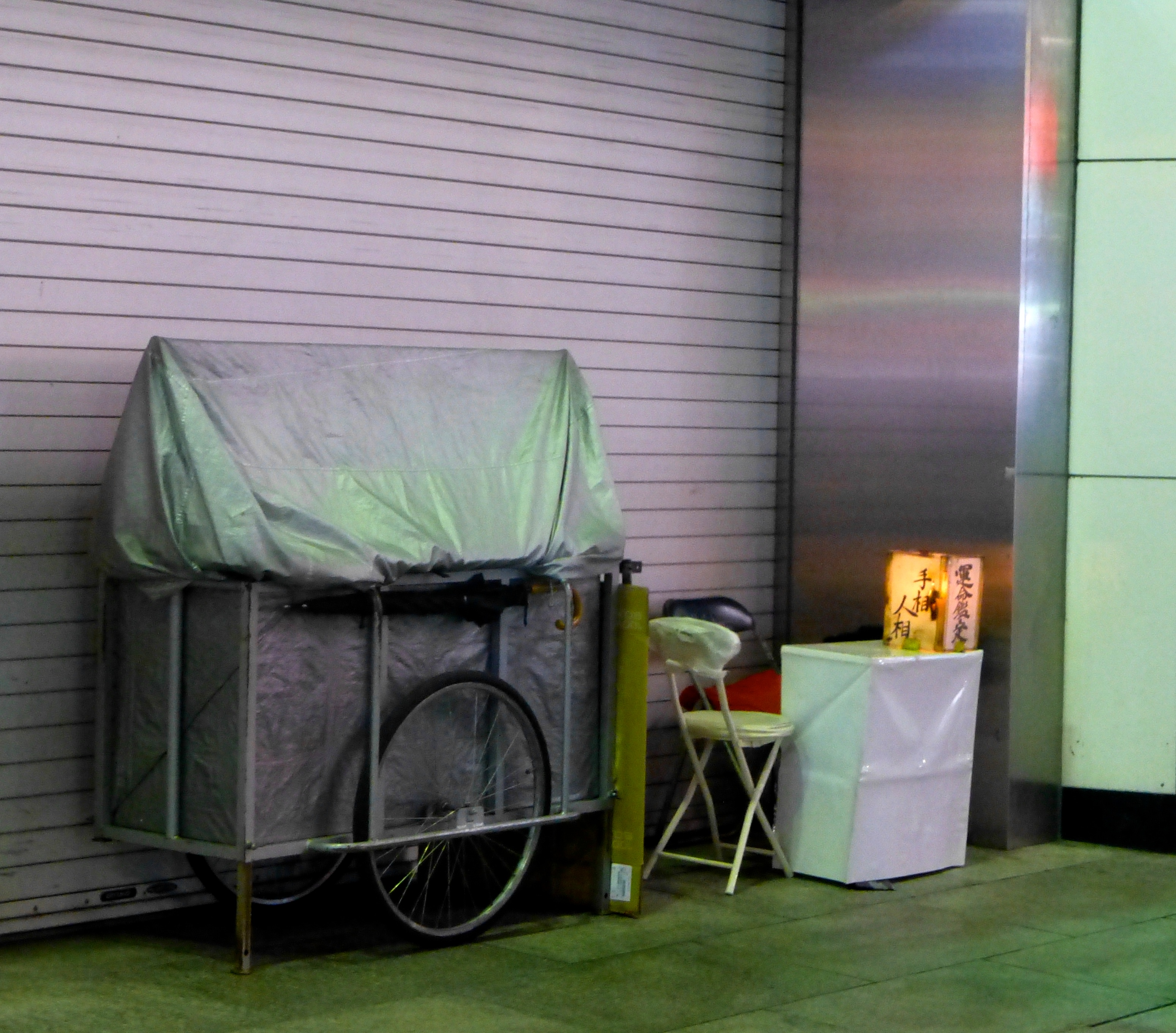
Una cabina de lectura de manos en Japón

### Antigüedad
La quiromancia es una práctica común en muchos lugares diferentes de Eurasia; se ha practicado en las culturas de la India, Nepal, Tíbet, China, Persia, Sumeria, la Palestina histórica y Babilonia.
El acupunturista Yoshiaki Omura describe sus raíces en la astrología hindú (conocida en sánscrito como jyotish), la China Yijing (I Ching), y adivinos de Roma. Varios miles de años atrás, el sabio hindú Valmiki se pensó que había escrito un libro que comprende de 567 estrofas, cuyo título se traduce en como Las Enseñanzas de Valmiki Maharshi sobre Quiromancia Masculina. De la India, el arte de la quiromancia se extendió a China, Tíbet, Egipto, Persia y otros países de Europa. Desde esta región, la quiromancia avanzó hasta Grecia, donde Anaxágoras la practicó. Aristóteles (384-322 a. C.), descubrió un tratado sobre el tema en un altar de Hermes, posteriormente presentado a Alejandro Magno (356-323 a. C.), quien tenía gran interés en examinar el carácter de sus oficiales, mediante el análisis de las líneas de las manos.
Durante la Edad Media el arte de leer las manos fue activamente suprimido por la Iglesia católica como superstición pagana. En el renacimiento de la magia, la quiromancia fue clasificada como una de las siete «artes prohibidas», junto con la nigromancia, geomancia, aeromancia, piromancia, hidromancia, y espatulamancia (escapulimancia).

### Modernidad
La quiromancia ha experimentado un renacimiento en la era moderna, comenzando con la publicación de La Chirognomie del Capitán Casimiro Stanislas D'Arpentigny en 1839.
La Sociedad de quiromancia de Gran Bretaña fue fundada en Londres por Katharine San Hill en 1889 con el objetivo declarado de promover y sistematizar el arte y para evitar que los charlatanes abusaran de la técnica. Edgar de Valcourt-Vermont (Comte de St Germain) fundó la Sociedad americana de quiromancia en 1897.
Una figura fundamental en el movimiento de la quiromancia moderna fue el Irlandés William John Warner, conocido por su nombre artístico, Cheiro. Después de estudiar con los gurús de la India, practicó la quiromancia en Londres y disfrutó de una amplia lista de clientes famosos de todo el mundo, incluyendo a personajes como Mark Twain, W. T. Stead, Sarah Bernhardt, Mata Hari, Oscar Wilde, Grover Cleveland, Thomas Edison, el Príncipe de Gales, el general Kitchener, William Ewart Gladstone, y Joseph Chamberlain. Tan popular fue Cheiro como un «palmista de sociedad» que incluso aquellos que no eran creyentes en el ocultismo dejaban que él leyera sus manos. El escéptico Mark Twain escribió en el libro de visitas que Cheiro había «[…] expuesto mi personalidad con humillante exactitud».
Edward Heron-Allen, un inglés polimata, publicó varias obras, incluyendo el libro de 1883 Quiromancia - Un Manual de Cheirosofía, que todavía es impreso. Hubo intentos de formular algún tipo de base científica para el arte, más concretamente en el año 1900, en la publicación Las Leyes Científicas de la Lectura de la Mano por William G. Benham.

## Adivinación

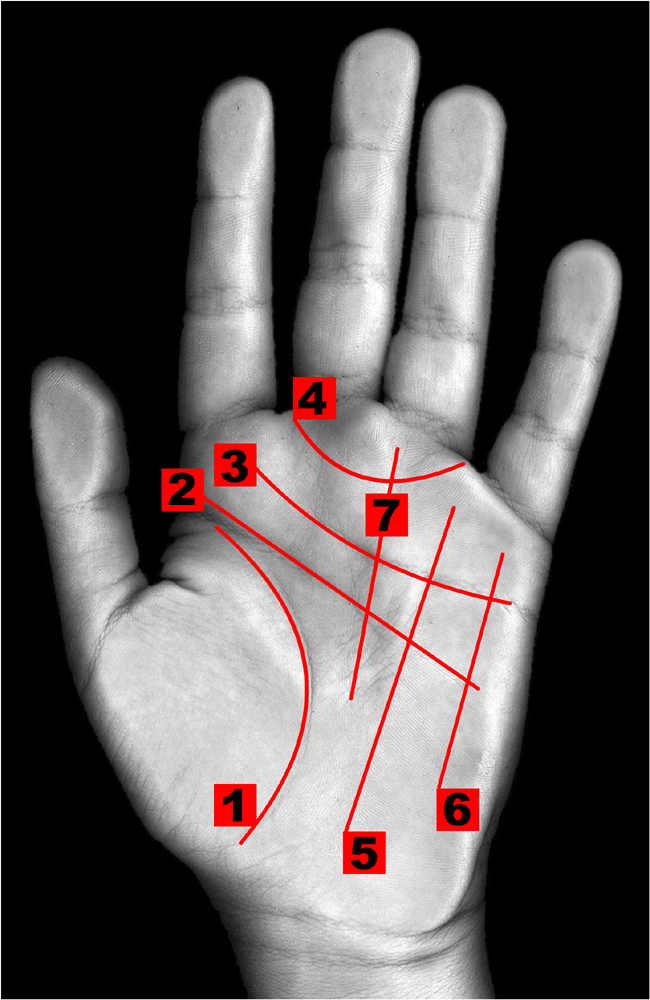
Líneas de la mano: 1) Línea de la vida; 2) Línea de la cabeza; 3) Línea del corazón; 4) Anillo de Venus; 5) Línea del Sol; 6) Línea de Mercurio; 7) Línea de la suerte.

Se suele decir que en las manos se puede conocer el destino de una persona y adivinar sucesos pasados, presentes y futuros.
La quiromancia consiste en la práctica de la evaluación del carácter o el futuro de una persona por la «lectura» de la palma de la mano. Varias «líneas» y «montes» a las que supuestamente se sugieren interpretaciones por su tamaño relativo, cualidades e intersecciones. En algunas tradiciones, los lectores también examinan las características de los dedos, uñas, huellas dactilares y patrones de la piel (dermatoglifos), textura de la piel, color, forma de la palma y flexibilidad de la mano.
Un lector comienza con la lectura de la mano dominante (con la que él o ella escribe o utiliza mayormente, que a veces se considera que representa la mente consciente, mientras que el otro lado es el subconsciente) de la persona. En algunas tradiciones, la otra mano se cree que lleva los rasgos hereditarios o familiares, o, dependiendo de las creencias cosmológicas del quiromano, transmite información sobre «vidas pasadas» o condiciones «kármicas».

### Las líneas de la mano

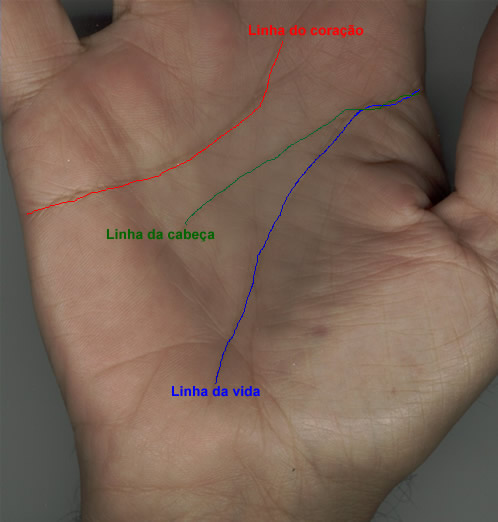
Líneas mayores de la mano

Existen 3 líneas mayores y numerosas líneas menores que no siempre aparecen en su totalidad.
| Líneas mayores     | otras líneas      | otras líneas      | otras líneas    |
| ------------------ | ----------------- | ----------------- | --------------- |
| línea del corazón  | línea del simio   | línea de unión    | línea de viajes |
| línea de la cabeza | línea del destino | cinturón de venus | línea del apolo |
| línea de la vida   | línea del sol     | línea de mercurio | otras marcas    |

### Los quiromantes
Antiguamente, la quiromancia era un rito pagano, como todos los ritos de adivinación. Los que la practicaban eran acusados de brujería y perseguidos por la Inquisición.
En la actualidad, la práctica de la quiromancia, o de la quirología en general, suele estar acompañada de la lectura del tarot y otras prácticas esotéricas. Se pueden encontrar quiromantes con consultas privadas y altos precios por el estudio de la mano, así como quiromantes instalados en zonas céntricas de las ciudades con gran afluencia de peatones que practican la quiromancia y otras artes esotéricas a cambio del pago del cliente.

## Formas de la mano

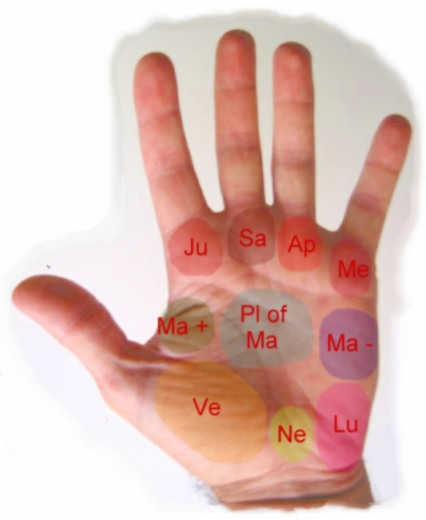
Los montes en la quiromancia: Júpiter, Saturno, Apolo, Mercurio, Marte positivo, Marte negativo, la llanura de Marte, el monte de la Luna, el monte de Neptuno y el monte de Venus.

Dependiendo del tipo de quiromancia practicado, y el tipo de lectura que se realiza, los quiromantes pueden ver las distintas cualidades de la mano, incluyendo formas y líneas de la palma y los dedos; color y textura de la piel y las uñas; tamaño relativo de la palma y los dedos; protagonismo de los nudillos y varios otros atributos de las manos.
En la mayoría de las escuelas de quiromancia, la forma de las manos se divide en cuatro u once tipos principales, a veces correspondientes a los elementos clásicos o temperamentos. La forma se cree indicador de rasgos del carácter que corresponden al tipo indicado (es decir, una «mano de fuego» exhibe alta energía, creatividad, genio, ambición y todas las cualidades que se creen relacionadas con ese elemento).
A pesar de las variaciones, las clasificaciones más comunes usadas por los palmistas son:
- La tierra: se identifican generalmente por la amplitud de la palma y dedos, espesor o grueso de la piel y color rojizo. La longitud de la palma desde la muñeca hasta la parte inferior de los dedos es generalmente igual a la longitud de los dedos.
- El aire: son palmas cuadradas o rectangulares con dedos largos y a veces nudillos sobresalientes, pulgar bajo y a menudo piel seca. La longitud de la palma desde la muñeca hasta la parte inferior de los dedos es generalmente igual a la longitud de los dedos.
- El agua: son notables por el largo de la palma, a veces de forma ovalada, con dedos largos, flexibles y cónicos. La longitud de la palma desde la muñeca hasta la parte inferior de los dedos es generalmente menor que el ancho en la parte más ancha de la palma, y por lo general igual a la longitud de los dedos.
- El fuego: se caracterizan por palmas cuadradas o rectangulares, enrojecimiento o piel de color rosa y dedos más cortos. La longitud de la palma desde la muñeca hasta la parte inferior de los dedos es generalmente mayor que la longitud de los dedos.

El número y la calidad de las líneas también pueden ser incluidos en el análisis de la forma de la mano; en algunas tradiciones de la quiromancia, las manos de Tierra y Agua tienden a tener menos líneas profundas, mientras que las de Aire y Fuego son más propensas a mostrar las líneas con menos definición.

## Críticas
La quiromancia no es considerada como una ciencia por la comunidad científica al no cumplir con los requisitos básicos del método científico. Es decir, no ha superado las pruebas necesarias para ser considerada aceptable científicamente. Hay poca investigación que acepte la verificación de la precisión de la quiromancia como un sistema de análisis y mucha de ésta ha sido llevada a cabo por los propios quiromantes. Por otra parte, el mago y escéptico James Randi ofrece un premio de un millón de dólares a cualquiera que logre demostrar fehacientemente la existencia de un fenómeno o poderes paranormales —incluyendo el tipo de eventos como los que se ocupa la quiromancia— pero el premio está desierto desde que se ofreció.